# 徳川斉順
徳川 斉順（とくがわ なりゆき）は、江戸時代後期の大名。清水徳川家第3代当主を経て紀州徳川家を継ぎ、和歌山藩第11代藩主となる。江戸幕府第14代将軍徳川家茂の実父である。

## 親族
江戸幕府11代将軍・徳川家斉の七男。母は家斉の側室・妙操院。12代将軍・徳川家慶の異母弟であり、13代将軍・徳川家定は甥にあたる。正室は和歌山藩10代藩主・徳川治宝の五女・豊姫、側室は実成院を含め3人。和歌山藩13代藩主・14代将軍徳川家茂（慶福）の父である。しかし、家茂が生まれる前に没したため、家茂は実父の斉順に会ったことがない。また、水戸藩主徳川斉脩の正室峰姫は同母姉にあたる。

## 生涯
当初は異母兄敦之助の夭逝後に空跡となっていた清水徳川家を継いだが、和歌山藩第10代藩主・徳川治宝の娘婿となっていた異母弟虎千代が早世したためこれに代わって、治宝の五女豊姫と結婚して治宝の婿養子となり、和歌山藩主を継いだ。重倫、治宝の2人の隠居を抱えていながら贅沢な生活を送っていたので、藩の財政は傾いてしまった。また『和歌山市史』によると、治宝が政治の実権を握っていたため、山高石見守などの斉順側近と山中俊信などの治宝側近との間で深刻な対立が生じた。
先述のとおり、慶福が出生する前に死去し、他に嗣子がいないために、治宝は松平頼学を、附家老水野忠央は将軍家慶の十二男で自身の甥（妹お琴の所生）である田鶴若を擁立しようとしたが、結局異母弟の斉彊が家督を相続した。和歌山藩主としての治世は21年11か月であり、この間の江戸参府8回、和歌山帰国8回、和歌山在国の通算は6年4か月であった。

## 年譜
※日付＝旧暦
- 1801年（享和元）9月9日 - 誕生。幼名は菊千代。
- 1805年（文化2）11月28日 - 清水家の当主となる。
- 1810年（文化7）12月1日 - 3万俵を賜う。同月5日に清水屋敷へ移徙。
- 1815年（文化12）2月9日 - 元服し、父である将軍徳川家斉から偏諱を与えられ斉順と名乗り、従三位に叙し、左近衛権中将兼式部卿に任官。
- 1816年（文化13）
  - 6月3日 - 和歌山藩主徳川治宝の養子となり、同藩主の世継ぎとなる。なお、式部卿を辞任。
  - 11月28日 - 和歌山家藩邸に入る。
- 1819年（文政2）11月15日 - 参議に補任。
- 1824年（文政7）
  - 6月6日 - 家督を相続し、和歌山藩主となる。
  - 12月1日 - 権中納言に転任。
- 1828年（文政11）2月18日 - 従二位に昇叙し、権大納言に転任。
- 1837年（天保8）8月23日 - 正二位に昇叙し、権大納言如元。
- 1846年（弘化3）5月8日 - 薨去。享年46（満44歳没）。法号「顕龍院殿二品前亜相恭譲圓輝大居士」。南紀徳川家の菩提寺である長保寺（和歌山県海南市下津町）に葬られる。

## 系譜
- 父：徳川家斉
- 母：妙操院
- 正室：鶴樹院 - 徳川治宝の娘
  - 長女：菊姫（1817年）
  - 男子流産：相幻院（1818年）
- 側室：お留衣 - 三毛氏
  - 次女：心浄院（1825年）
- 側室：八十 - 松前氏
  - 三女：庸姫（1828年）
  - 女子流産：清影院（1832年）
- 側室：おコト
  - 男子流産：幻成院（1829年）
- 側室：おルキ
  - 女子流産：明示院（1836年）
- 側室：実成院 - 松平晋の娘
  - 四女：伊曾姫（1843年 - 1844年）
  - 長男：徳川家茂

## 斉順の家臣

### 清水家時代
文化13年の清水家当主時代の主要家臣
【清水家家老】
水野忠篤（因幡守、1600石、役料2000俵）、岡村直賢（丹波守、500石）
【番頭】
杉浦頼母（用人兼務）、一尾又左衛門（用人兼務）
【用人（兼務者除く）】
近藤小八郎、小笠原主水、水野弥左衛門、戸田可十郎、松井庄左衛門、戸田三左衛門

### 和歌山藩主時代
文政11年当時の和歌山藩主時代の主要家臣
家老など
安藤裕之進、水野対馬守、三浦将監、久野健之丞、加納大隅守、下条伊豆守、山中筑後守、村松遠江守、山高石見守、水野太郎作、渡辺主水、伊達源左衛門、橋本与右衛門、村上与兵衛、広田八郎左衛門、海野兵左衛門、柴山太郎左衛門
用人
鈴木監物、松平六郎右衛門、宇野善右衛門、曾根孫太夫、海野孫四郎、小笠原仁五左衛門、筒井内蔵允、堀田藤十郎、小谷作内、高橋五助、中嶋勘兵衛
城附
三輪三右衛門
西ノ丸附
大崎大次郎